# École normale supérieure de Fontenay-aux-Roses
Pour les articles homonymes, voir École normale supérieure (France).
L'École normale supérieure de Fontenay-aux-Roses, créée en 1880, était un établissement d'enseignement supérieur, d'abord réservé aux filles, et destiné à la formation des enseignantes des écoles normales primaires qui formaient les institutrices.
La mixité est introduite à partir de la promotion d'élèves entrée en 1981. En 1987, les nouvelles promotions des disciplines scientifiques sont transférées avec celle de l'ENS de Saint-Cloud à la nouvelle École normale supérieure de Lyon créée pour cela. Les sections littéraires des ENS de Fontenay-aux-Roses et de Saint-Cloud sont rassemblées dans un nouvel établissement, l'École normale supérieure de Fontenay-Saint-Cloud.

## Histoire

### Création et installation
Près d'un siècle après la création de l'École normale (aujourd'hui installée rue d'Ulm à Paris), Jules Ferry, alors ministre de l'instruction publique, crée par le décret du 13 juillet 1880 une « École normale supérieure d'institutrices ». Cette création est précédée par les efforts de Félix Pécaut, notamment sous la forme d'une campagne de presse de 9 ans dans le journal Le Temps, plaidant pour la structuration de l'éducation primaire, et par une mission interministérielle qui lui est confiée en 1879 pour étudier l'organisation des écoles primaires supérieures en Italie.
L'organisation de cette nouvelle ENS est confiée à Félix Pécaut en tant qu'inspecteur général hors cadre ; il prend ensuite la direction des études. La direction de l'école est cependant confiée à la directrice de l'école normale de la Seine, Jeanne de Friedberg, connue également sous le nom de Joséphine de Friedberg.
Le décret du 31 juillet 1880 prévoit l'installation de l'école dans l'Allier, à Izeure, en ayant recours à un immeuble mis à disposition d'évêchés. Des explications attribuent à Félix Pécaut l'implantation à Paris : c'est une procédure soulevée par un des évêchés qui retarde le processus d'implantation à Izeure, et Jules Ferry opte pour l'achat d'une propriété à Fontenay-aux-Roses, en cours d'expropriation par la mairie de Paris. L'installation de l'école et la construction des différents bâtiments s'étalent jusqu'en 1904. Avant la fusion et le transfert des écoles, les élèves étaient ainsi connues sous le nom de « Fontenaisiennes ».

### Développements

#### Stabilisation de la formation des cadres de l'instruction primaire, 1880-1942
L'École normale supérieure d'institutrices a d'abord pour mission de former les professeurs des écoles normales qui formeront les institutrices, ainsi que les directrices des écoles primaires. Les années 1880-1881 sont consacrées à la formation d'urgence de cohortes capables de combler les besoins, avec parfois plusieurs concours par an, et la formation a posteriori de personnels enseignant déjà dans les écoles normales. L'arrêté du 30 décembre 1882 stabilise l'organisation du recrutement, avec un concours annuel en juillet, et des conditions de recrutement permettant l'inscription de candidates entre 20 et 25 ans, célibataires ou veuves, ayant signé un engagement décennal et titulaires du brevet supérieur ou bachelières. La formation passe progressivement à deux années.
En 1887, le décret du 18 janvier transforme l'établissement en « École normale supérieure de l'enseignement primaire », toujours gratuite et se définissant comme « moderne », c'est-à-dire sans latin obligatoire. Enfin, en 1897, la formation passe à trois années.

#### La mutation vers la formation à l'enseignement secondaire, 1942-1960
Sous le régime de Vichy, les écoles normales destinées à l'enseignement primaire sont supprimées. Dès lors, le sort de l'établissement est en discussion. Le décret du 13 janvier 1942 transforme l'école en « École normale préparatoire à l'enseignement dans les collèges ». Les élèves y sont dorénavant formées en trois ans, doivent obtenir la licence de l'université de Paris, puis le certificat d'aptitude à l'enseignement dans les collèges (CAEC). Alors que le régime de Vichy poursuivait une politique d'affaiblissement de l'enseignement primaire, ce décret installe la préparation de la certification à l'École, ouvre la voie à la préparation de l'agrégation et permet les études modernes aux élèves littéraires.
Pendant une brève période à la Libération, l'École est rendue à la préparation du certificat d'aptitude à l'inspection primaire et à la direction des écoles normales. Cependant, le décret n°45 du 19 février 1945 confirme le nom d'« École normale préparatoire à l'enseignement du second degré ». La formation est confirmée sur trois années, les deux premières étant consacrées à une licence d'enseignement composée de trois certificats de licence, et la troisième année étant consacrée à la préparation du CAEC. L'orientation de l'ENS vers la préparation à l'enseignement secondaire se parfait avec, en 1956, une modification des statuts actant une scolarité en quatre ans et la préparation de l'agrégation, puis en 1960 la préparation du CAPES venu remplacer le CAEC.

#### Mixité et regroupements disciplinaires, 1976-1987
En 1976, la restructuration de toutes les ENS est décidée, et des sections littéraires de l'École normale supérieure de l'enseignement technique sont transférées à Fontenay-aux-Roses, accentuant l'organisation disciplinaire. En 1981, l'École devient mixte.
Au 10 juillet 1987, l'École se scinde disciplinairement et géographiquement, conduisant à la fin de l'établissement sous la forme et le nom connus jusqu'alors. Le décret du 24 juillet 1985 dispose en effet que « les deux Écoles normales supérieures de Fontenay-aux-Roses et de Saint-Cloud seront dissoutes à la date du 10 juillet 1987 ». L'ensemble des sections scientifiques des deux ENS dissoutes quitte Paris pour être installé à Lyon, sur le campus de Gerland et forme la nouvelle École normale supérieure de Lyon. L'ensemble des sections littéraires des deux précédentes ENS forme la nouvelle École normale supérieure de Fontenay-Saint-Cloud.

## Personnalités liées à l'établissement

### Direction

#### 1880-1898, direction double
Direction de l'école :
- Jeanne (Joséphine) de Friedberg (1880-1890)
- Lucie Saffroy (1890-1897)

- Jeanne Dejean de La Bâtie (1897-1898)

Direction des études :
- Félix Pécaut, directeur des études (1880-1896)
- Jules Steeg, directeur des études (1896-1898)

#### Après 1898, direction unique
- Jeanne Dejean de La Bâtie (1898-1917)

- Anne-Marie Grauvogel (1917-1935)
- Marguerite Dard (1935-1943)
- Andrée Pardes (1943-1944)
- Marguerite Dard (1945-1948)
- Louise Maugendre (1948-1961)
- Marguerite Cordier (1961-1974)
- Jacqueline Bonnamour (1974-1985)

### Professeurs
- Thérèse Sclafert, répétitrice de grammaire et de latin — par ailleurs géographe et historienne.

## Dans la culture
La chanson Fontenay-aux-Roses de Maxime le Forestier, en 1972, est un hommage aux normaliennes de l'ENS de Fontenay-aux-Roses, où le chanteur habitait.